# Damir Jakovac
Damir Jakovac (* 9. Oktober 1981 in Zagreb, SFR Jugoslawien) ist ein ehemaliger kroatischer Eishockeyspieler, der seine gesamte Karriere beim KHL Mladost Zagreb unter Vertrag stand.

## Karriere
Damir Jakovac begann seine Karriere in seiner Heimatstadt beim KHL Mladost Zagreb, für den er sowohl in der kroatischen als auch in der slowenischen Eishockeyliga spielte und 2008 kroatischer Meister wurde. Von 2009 bis 2012 war er zudem für Mladost in der multinationalen Slohokej Liga aktiv. Anschließend beendete er seine aktive Laufbahn.

### International
Für Kroatien nahm Jakovac an den Weltmeisterschaften der Division I 2008 und 2009 sowie an der Qualifikation zu den Olympischen Winterspielen 2010 in Vancouver teil.

## Erfolge und Auszeichnungen
- 2008 Kroatischer Meister mit dem KHL Mladost Zagreb

## Slohokej Liga-Statistik
(Stand: Ende der Saison 2011/12)